# Hyloscirtus albopunctulatus
Hyloscirtus albopunctulatus är en groddjursart som först beskrevs av George Albert Boulenger 1882.  Hyloscirtus albopunctulatus ingår i släktet Hyloscirtus och familjen lövgrodor. IUCN kategoriserar arten globalt som livskraftig. Inga underarter finns listade i Catalogue of Life.